# Tie-break
Tie-break (ang. tiebreaker – przełamanie remisu) – nazwa końcowych partii w grach sportowych, w których nie jest dopuszczalne zakończenie meczu remisem, takich jak tenis ziemny czy siatkówka.

## Tie-break w siatkówce
W obecnych przepisach gry w siatkówkę nie występuje nazwa tie-break. Jest to zwyczajowa nazwa 5. seta obecnie noszącego nazwę seta decydującego w meczu, którego stan po czterech setach wynosi 2:2. Set decydujący jest krótszy niż zwykły set, bowiem rozgrywa się go do 15 punktów (zwykły set do 25), ale tak samo jak w zwykłym secie różnica musi wynosić co najmniej dwa punkty. W przypadku równowagi 14:14 gra jest kontynuowana aż do uzyskania różnicy dwóch punktów (16:14, 17:15 itp.). Nazwa tie-break była stosowana do 1998 roku, kiedy piąty set był jedynym, w którym każda wygrana piłka skutkowała przyznaniem zagrywki i punktu (w setach 1–4 punkt można było zdobyć tylko z własnej zagrywki).

## Tie-break w tenisie
W tenisie tie-break został wprowadzony w połowie lat 70. XX wieku, na wniosek Jamesa Van Alena jako trzynasty, decydujący gem w secie, w którym doszło do wyniku 6:6. Wcześniej w takiej sytuacji grano do dwóch gemów przewagi – 8:6, 9:7 itd., co często bardzo przedłużało mecze czyniąc je niewygodnymi do transmitowania na żywo. Tie-breaka, a w konsekwencji całego seta, wygrywa zawodnik, który pierwszy uzyska w nim siedem punktów i jednocześnie ma co najmniej dwa punkty przewagi nad przeciwnikiem. W przeciwnym razie gra toczy się dalej, aż do uzyskania dwóch punktów różnicy.
W tie-breaku pierwszy serw ma tenisista, który zaczynał serwować w danym secie. Zmiana serwisu następuje po pierwszym punkcie, a później kolejno po każdych dwóch rozegranych punktach. Zmiana stron następuje po każdych sześciu rozegranych punktach.
W zapisie meczowym wynik tie-breaku umieszcza się w nawiasie, często ograniczając się tylko do wyniku przegranego, np. 6:3, 7:6 (10–8) w skróconej formie zapisuje się jako 6:3, 7:6(8).
W pierwszych latach po wprowadzeniu tie-breaku do tenisa nie obowiązywał on w decydującym secie (trzecim u kobiet, piątym u mężczyzn), tak aby dwie wymiany nie decydowały o losach całego meczu. Obecnie prawie we wszystkich zawodach przy stanie 6:6 w ostatnim secie jest grany tie-break do 7 zdobytych punktów przy zachowaniu dwóch punktów przewagi. Wyjątek stanowią cztery turnieje wielkoszlemowe: Australian Open, French Open, Wimbledon i US Open (zarówno w rozgrywkach kobiet, jak i mężczyzn), w których to przy stanie 6:6 w decydującym secie tie-break rozgrywany jest do 10 zdobytych punktów i dwóch punktów przewagi (tzw. super tie-break).